# Arisinaghatta, Bhadravati
Arisinaghatta là một làng thuộc tehsil Bhadravati, huyện Shimoga, bang Karnataka, Ấn Độ.